# Phryxe meditata
Phryxe meditata là một loài ruồi trong họ Tachinidae.